# Protoblepharon
Protoblepharon – rodzaj słodkowodnych / morskich ryb z rodzinyAnomalopidae.

## Klasyfikacja
Gatunki zaliczane do tego rodzaju:
- Protoblepharon mccoskeri
- Protoblepharon rosenblatti